# テレビ信州

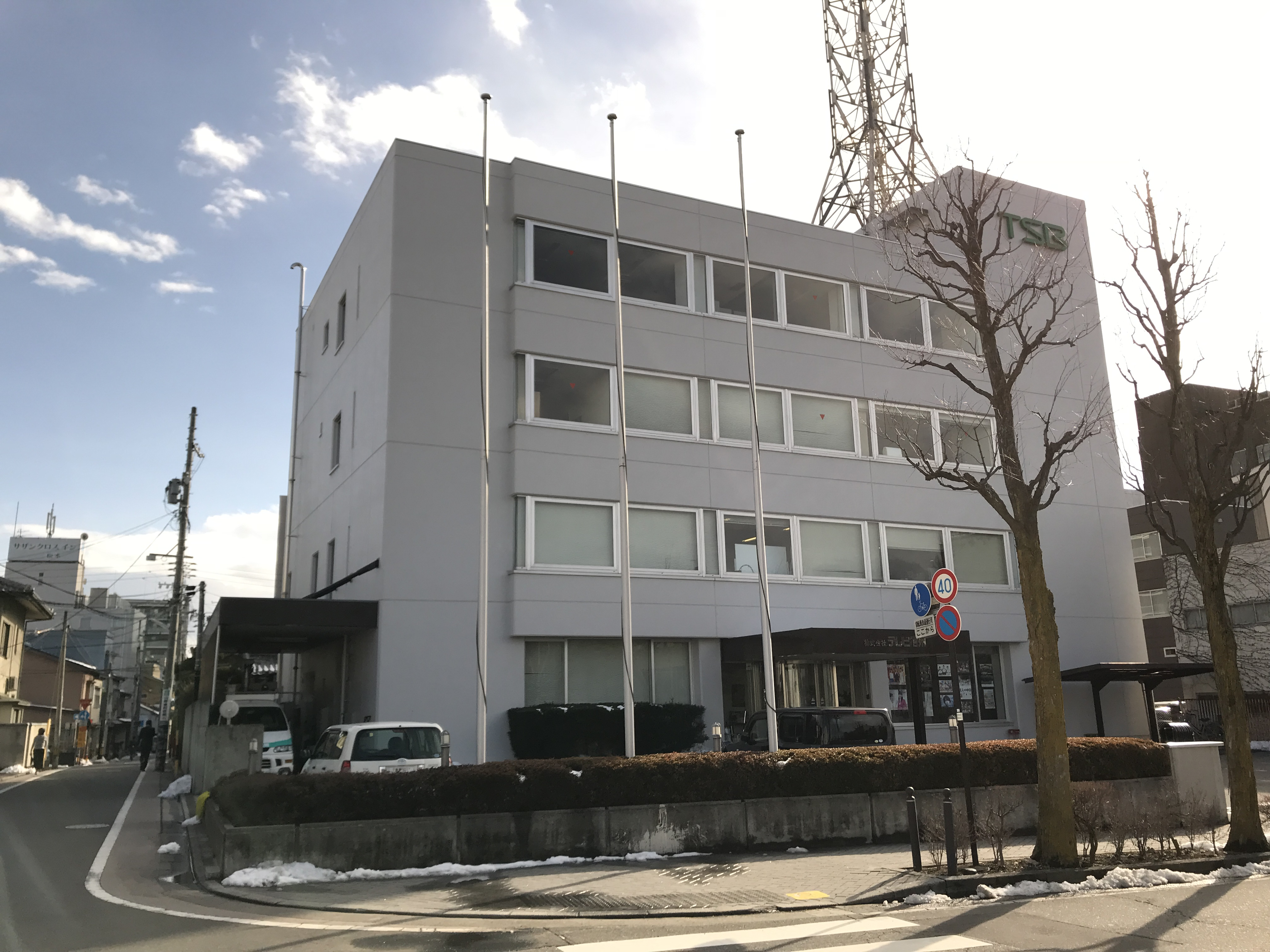
テレビ信州中南信支社（旧本社）

略称ロゴ

株式会社テレビ信州（テレビしんしゅう、英: TV Shinshu Broadcasting Co., Ltd.）は、長野県を放送対象地域とし、テレビジョン放送事業を行っている特定地上基幹放送事業者。
略称はTSB。

## 概要
長野県で3番目に開局した、日本テレビ系列フルネットの民放テレビ局。局名に旧国名の「信州」が含まれており、このような例は全国でも少ない。社名に「テレビ」を含んでいる放送局も、長野県内で同社のみである。コールサインはJONI-DTV。
開局から2007年（平成19年）9月までは本社が松本市、演奏所となる放送センターが長野市に置かれ、県内の放送局では唯一、「本社」と「演奏所」が分離していた。ただし、大半の放送業務は長野市の放送センターから行っていた。2007年（平成19年）10月より本社機能も長野市の放送センター内に移転し、松本市の旧本社は後に「中南信支社」となっている。
アルピコグループと関係が深い。また、信濃毎日新聞の資本も入っている。ほかに、NNN系列であるため日本テレビと読売新聞、さらにクロスネット時代の名残で朝日新聞とテレビ朝日の資本も入っている。設立当初の発起人には当時の読売新聞名誉会長だった務臺光雄（長野県出身）も名を連ねていた。
長野朝日放送開局前の時点でのTSBは、ネット番組や資金、人的な結びつきなど多くの点で日本テレビの影響が大きかった上、日本テレビ、読売新聞グループの「TSB残留」の意思が極めて強固であった。なお、朝日新聞は最後までテレビ信州に残ることを強く主張して譲らなかったという。
局のマスコットキャラクターとして現在は、2001年（平成13年）元日より登場した"マイチャン。"（参考リンク）を採用している。"マイチャン。"は、"銀河系のあっち、ほのぼの星"から来た宇宙人という設定である。

## 事業所
- 本社・演奏所
  - 長野市若里一丁目1番1号（〒380-8555）
- 支社
  - 東北信支社：本社に同じ
  - 中南信支社：松本市丸の内4番18号（〒390-8611・旧本社）
  - 東京支社：東京都中央区銀座五丁目3番13号 GINZA SS 85 10F
  - 関西中部支社：大阪市北区堂島二丁目1番31号 京阪堂島ビル5F
- 支局
  - 上田支局：上田市中央二丁目8番11号 伊藤ビル4階
  - 南信支局：伊那市狐島3683番地2 SKYマンション1階

## 沿革
長野県第3波の電波割り当て時には、499件の申請があった。これらの申請を1本化したのが、現在のテレビ信州である。
- 1973年（昭和48年）10月 - 長野県に民放第3局の周波数割り当てが決定される。長野地区では499件の免許申請があった。
- 1979年（昭和54年）
  - 10月30日 - 予備免許交付。
  - 12月3日 - 会社設立。初代社長に小林司郎が就任。
- 1980年（昭和55年）
  - 9月24日 - サービス放送（TSBではこれを「試験放送」として、同社の広告・新聞等に記していた）を開始。
    - 同時に音声多重放送の実用化試験放送も開始。
    - これに伴い、信濃毎日新聞での試験放送扱いでの番組表の掲載が開始。

  - 10月1日 - 6時33分に長野県3番目の民放テレビ局として開局。
    - この日から、信濃毎日新聞での番組表が本掲載となる。
    - 当初はNNNとANN5:5のクロスネットだった（※開局から1991年（平成3年）3月31日までのニュースローテーションは朝NNN → 昼ANN → 夕方ANN → 夜NNNであった）。
    - 開局時のキャラクターは「ヒカル」と「ミドリ」。イメージソング「テレビ信州の歌」の題名は「みつめあえばそこに」。
    - 開局当日、『NNN朝のニュース』（開局時最初の日本テレビ系列の番組）、『ズームイン!!朝!』、『モーニングショー』（『溝口泰男モーニングショー』時代。開局時最初のテレビ朝日系列の番組）において、長野市にある同社放送センターから全国へ生中継を行う。

  - 10月4日 - 開局記念番組として、『特別座談会 テレビ信州に望む』（14時から放送）、『集まれワッショイ!!お祭りひろば』（15時から松本市より放送。司会は押阪忍）を放送する。※いずれも生放送番組だった。
  - 10月5日 - 開局記念番組として、『松本・長野二元ディスカッション ザ・テレビジョン、そしてその未来』を放送する（司会は伊丹十三）。※こちらも同じく生放送番組だった。
- 1982年（昭和57年）10月6日 - 第1回TSB児童画展開催。
- 1983年（昭和58年）9月22日 - アナログ・テレビの音声多重放送の本放送の免許を取得。これに伴い、同放送が本放送に切り替わる[5] 。
- 1987年（昭和62年）10月1日 - テレビ朝日初のゴールデンタイム時間帯の平日ニュース番組『ニュースシャトル』（19:20から40分間の番組）が同年10月19日から放送開始するのに伴い、編成の一部を変更。ゴールデンタイムの約7割がテレビ朝日系列の番組となる。

※この編成に対し視聴者からの不満が同社に殺到。長野県内での視聴率が最下位に転落した。また、全国的な視聴率も、この辺りからテレビ朝日は低下し、日本テレビは上昇傾向となった。
- 1989年（平成元年）
  - 1月26日18時8分 - 21時44分 親局である美ヶ原送信所の電源設備が故障し、さらに美ヶ原送信所から中継局へ電波を送信できなくなった影響を受け、3時間35分に亘り長野県全域で停波。TSBに問い合わせの電話が殺到する事態となった[6]。
  - 4月3日 - 前記の『ニュースシャトル』の放送時間が、夕方の18時からの50分間の番組に変更。これに伴い、ゴールデンタイムの日本テレビ系とテレビ朝日系の番組比率が、同番組開始以前の5:5に戻る。
- 1991年（平成3年）
  - 3月31日 - 翌日の長野朝日放送（ANN・テレビ朝日フルネット局）の開局に伴い、この日の『日曜洋画劇場』[注釈 4]の同時ネットを最後に、テレビ朝日系列の番組が姿を消す。
  - 4月1日 - この日の長野朝日放送開局に伴い、ANNを脱退。これによりTSBは、日本テレビ・NNNのフルネット局となり、同時に同日開局した長崎国際テレビと共に、NNSに正式加盟する。
- 1996年（平成8年）
  - 4月27日 - 長野県更埴市（当時、現在の千曲市）で発生した山火事の消火活動の取材のため、チャーターしたヘリコプター（東邦航空所属）が、同じく取材飛行中の長野放送のヘリコプター（朝日航洋が受託運航）と長野市篠ノ井横田の上空で衝突し、墜落する事故が発生。搭乗していた記者およびカメラマンを含む計4人全員が死亡[注釈 5][7][8]。
  - 6月20日 - 公式ウェブサイトを開設。
- 2001年（平成13年）1月1日 - 局の新キャラクターとして「マイチャン。」が登場する。
- 2004年（平成16年）8月3日未明 - 地上デジタル放送に備え、美ヶ原親局のアンテナを、今までのアナログ放送用のもの（重量5トン）から、アナログ・デジタル放送共用のもの（重量7トン）に交換。
- 2005年（平成17年）
  - 6月10日 - 地上デジタル放送の予備免許を取得（NHK長野放送局、ほかの民放3局も同時に取得）[注釈 6]。
  - 10月1日 - 開局25周年を迎える。美ヶ原送信所から、地上デジタル放送の試験電波を発射する（地デジ送信機は東芝製）。
- 2006年（平成18年）
  - 1月 AスタジオHD化。
  - 7月1日 - 善光寺平中継局を含む6中継局から、地上デジタル放送試験電波発射開始。
  - 7月10日 - 地上デジタル放送対応の主調整室（マスター）設備に更新（パナソニック製）。これに伴い、地上デジタル放送のサイマル試験放送を開始する。
  - 9月25日 - 地上デジタル放送の本免許を取得（長野のほかの民放テレビ3局も同日に取得）[10]。
  - 10月1日 - 4:55（JST）より地上デジタル放送本放送開始（コールサインはJONI-DTV、チャンネルはリモコンキーID・4）。初放送番組は『あさ天一番!』。
- 2007年（平成19年）10月1日 - 本社を松本市から長野市に移転したことにより、演奏所と本社の分離が解消される。
- 2014年（平成26年）- 2014年度上半期の長野県内での民放テレビの視聴率に於いて、全日、ゴールデン、プライム、プライム2の全時間帯の平均視聴率のトップを記録し、4冠（パーフェクト）を返り咲き[要出典]。
- 2020年（令和2年）
  - 10月1日 - 開局40周年。
  - 10月19日 -「NNS標準営放システム」サービス提供開始[11]。

## 資本構成
企業・団体の名称、個人の肩書は当時のもの。出典：

### 2021年3月31日
| 資本金 | 発行済株式総数 | 株主数 |
| ------ | -------------- | ------ |
| 12億円 | 240,000株      | 24     |

| 株主                       | 株式数   | 比率   |
| -------------------------- | -------- | ------ |
| 日本テレビ放送網           | 47,136株 | 19.64% |
| 読売新聞東京本社           | 39,888株 | 16.62% |
| アルピコ交通               | 23,472株 | 09.78% |
| テレビ朝日ホールディングス | 23,348株 | 09.73% |
| 長野トヨタ自動車           | 21,600株 | 09.00% |
| 信濃毎日新聞               | 18,384株 | 07.66% |
| 朝日新聞社                 | 15,000株 | 06.25% |

## ネットワークの移り変わり
- 1980年（昭和55年）10月1日 日本テレビ系列とテレビ朝日系列のクロスネット局[注釈 7]として開局。ニュースネットワークはNNN・ANNに加盟。
  - この時点でのニュースローテーションは朝NNN → 昼ANN → 夕方ANN → 夜NNNであった。
- 1991年（平成3年）4月1日 長野朝日放送の開局により、テレビ朝日系番組が放送終了。これによりANNを脱退し、昼と夕方のニュースネットもNNNに変更。信越放送が一部ネットしていた日本テレビ系の番組が移行され、日本テレビ系列フルネット化が完了。

## アナウンサー

### 男性
現在
- 1986年 伊東陽司[16]
- 1999年 伊東秀一（元IBC岩手放送）
- 2014年 菅野直道
- 2024年 寺澤達哉

過去
- 1980年
  - 今村正大（元茨城放送、元テレビ信州飯田支局長、現在は飯田市川路まちづくり委員会会長）
  - 新見宏司（元テレビ和歌山、元総務局付シニア・マネージャー≪テレビ信州エンタープライズ専務取締役出向≫、2020年4月からは長野市・安茂里公民館館長[17]）
- 2002年
  - 飛田厚史（ - 2008年。TOKYO FM → NST新潟総合テレビへ移籍）
- 2005年
  - 中村守（ - 2017年1月。元FM山形。琉球朝日放送へ移籍）
- 2008年
  - 横田光幸（ - 2016年8月26日。元青森テレビ）
- 2017年
  - 厚芝智行（ - 2021年）
- 2021年
  - 宮里伸哉（ - 2023年。元TBSテレビの報道局ディレクター、元新潟テレビ21）
- 2021年
  - 酒井健太郎（ - 2024年）
- 高橋佑介

### 女性
現在
- 2005年 稲葉陽子（元福島放送）、松井美幸
- 2007年 藤原里瑛
- 2016年 木下歌織（元NHK福島放送局）
- 2018年 齋藤沙弥香[16]（元福井放送）
- 2022年 小椿希美（3月入社。元NHK長野放送局、中京テレビ放送）

過去
- 1980年
  - 伊藤真弓（元制作部マネージャー）
  - 安田昌子
- 1992年
  - 川角公乃（かわすみきみの）（ - 1997年。タイムリーオフィス所属）
- 1996年
  - 杉江奏子[18]
- 1997年
  - 中西美恵子（ - 2004年。名古屋テレビへ移籍した後、フリーに転向）
- 1998年
  - 中澤有美子（ - 2000年。セント・フォース所属）
- 1999年
  - 浅葉彩（ - 2006年。退社後、一時フリーで活動）
- 2003年
  - 加納美也子（元岩手朝日テレビ。 - 2008年。退社後、日本テレビ社会部の契約記者となる）
- 2006年
  - 木竜亜希子（元新潟総合テレビ。 - 2008年。退社後、一時フリーで活動）
- 2008年
  - 黒木愛子（ - 2015年3月27日。元Kiss-FM KOBE）
- 2013年
  - 原山紅花（ - 2016年4月1日。元UXサポーターズ、元佐渡テレビジョン）
- 2015年
  - 内田有紗（ - 2018年3月29日）
- 2016年
  - 竹内彩華（1月入社 - 2018年7月。元石川テレビ）
- 2018年
  - 鈴木恵理香[16]（4月入社 - 2024年3月。元サガテレビ）
- 2019年
  - 本行慶子[19]（12月入社 - 2022年3月。元さくらんぼテレビジョン。元琉球放送）
- 浅井みどり
- 伊東香奈恵（かなえ）（現ショップチャンネルキャスト）
- 黒部京子（元瀬戸内海放送。NACK5ニュースアナウンサー）
- 関口郷子（オールウェーブ・アソシエツ所属）
- 近藤（今村）満里（長野市議会議員。公明党所属）
- 田村火織（シー・フォルダ所属）
- 茶木環（フリーライター）
- 登玉（菱川）容子
- 山本るり子
- 吉澤直美

### その他著名社員
- 白岩裕之 - 元代表取締役社長。白岩の出身地は隣県の新潟県である。基は系列キー局の日本テレビアナウンサー。その後英国放送協会（BBC）日本語アナウンサーや日テレ関連会社役員への出向を経て、当局役員として出向後社長に就任した。

## テレビチャンネル
親局 美ヶ原 14ch 1kW（リモコンキーID・4）
| - 善光寺平 22ch 20W - 松本 22ch 10W - 岡谷諏訪 44ch 20W - 伊那 22ch 10W - 飯田 35ch 100W - 真田 48ch 10W - 山ノ内 14ch 1W - 佐久 22ch 3W - 白馬 22ch 3W - 戸倉上山田 35ch 1W - 飯山 47ch 5W - 岡谷川岸 22ch 0.3W - 軽井沢 35ch 1W - 大町 53ch 3W - 明科 35ch 1W - 塩尻東 34ch 1W - 木曽福島 55ch 1W | - 高遠 29ch - 上松 14ch - 辰野 29ch - 大岡西 22ch - 麻績 49ch - 戸隠陣場平 22ch - 倉本 48ch - 八千穂 14ch - 富士見 14ch - 牟礼 39ch - 信州新町 39ch - 坂城 22ch - 望月 48ch - 南牧 31ch - 中条 39ch - 駒ヶ根中沢 29ch - 田阿智 29ch - 飯田川路 32ch - 白樺湖 22ch - 飯山愛宕 22ch - 飯山奈良沢 22ch - 山ノ内湯ノ原 29ch - 西裾花台 22ch - 長野西 19ch |

### アナログ放送
2011年7月24日停波時点
親局
- 美ヶ原 30ch 10kW JONI-TV

中継局
北信
- 飯山 43ch
- 飯山愛宕 60ch
- 飯山奈良沢 48ch
- 山ノ内 6ch （VHF局）
- 山ノ内湯ノ原 61ch
- 牟礼 60ch
- 須坂東 59ch
- 須坂南原 47ch
- 若穂 60ch
- 善光寺平 40ch
- 長野西 41ch
- 長野西条 41ch
- 長野松代 51ch
- 鬼無里 49ch
- 戸隠陣場平 40ch
- 中条 59ch
- 小川瀬戸川 60ch
- 信州新町 43ch
- 大岡西 23ch
- 更埴 52ch
- 戸倉上山田 59ch

東信・中信・木曽
- 真田 42ch
- 軽井沢 53ch
- 望月 60ch
- 望月城山 41ch
- 佐久 34ch
- 八千穂 60ch
- 小谷 40ch
- 白馬 49ch
- 大町 60ch
- 麻績 45ch
- 本城乱橋 59ch
- 明科 34ch
- 松本 48ch
- 塩尻東 29ch
- 開田末川 58ch
- 開田西野 26ch
- 木曽 43ch
- 木曽杭ノ原 58ch
- 上松 49ch
- 倉本 29ch
- 大桑 39ch
- 南木曽 42ch

南信
- 白樺湖 62ch
- 車山 48ch
- 岡谷川岸 56ch
- 岡谷諏訪 59ch
- 富士見 24ch
- 富士見瀬沢 48ch
- 辰野 32ch
- 高遠 43ch
- 伊那 59ch
- 伊那野底 49ch
- 駒ヶ根中沢 60ch
- 中川小和田 58ch
- 中川田島 58ch
- 飯田 42ch
- 飯田川路 58ch
- 飯田阿智 59ch
- 阿南 23ch
- 阿南北条 62ch

## 情報カメラ設置ポイント
●…ハイビジョンカメラ
- 長野市（本社屋上鉄塔）●
- 善光寺●
- 白馬村（白馬47スキー場）
- 松本市（松本支社屋上鉄塔）●
- 諏訪市（諏訪湖・中央道諏訪湖SA付近）●
- 小諸市
- 飯田市●
- 軽井沢町（軽井沢プリンスショッピングプラザ前）●

## テレビ信州の歌
イメージソング（社歌）として「みつめあえばそこに」を制定し、開局時に発表した。詳しくは当該記事を参照のこと。

## 番組編成について
- 深夜から早朝にかけての終夜放送（多くの系列局で放送されている『日テレNEWS24』などのフィラー）は中継局が多いことや、県自体山が多い体質で積雪対策に枠を当てているため（放送事故を防止するため）、原則として24時間テレビや海外のスポーツ中継などの特別編成時や越年時や国政選挙・災害時等を除き一切行っておらず[注釈 8]、これは関東甲信越地域のNNN系列局では唯一の形態でもある。過去に2004年（平成16年）4月 - 2006年（平成18年）10月および2007年（平成19年）4月 - 2011年（平成23年）3月は『ニュース朝いち430』→『Oha!4 NEWS LIVE』のCS再送信ネットを定時放送としてフルもしくは飛び降りネットで行っていた。2011年（平成23年）4月に『Oha!4 NEWS LIVE』の2部制移行および番販・ラインネットパート（第2部：5:20 - 5:50）が出来たことにより、現在では第2部のみネットをしている。
- 平日昼から午後にかけての時間帯（11:55 - 19:00）は、自社制作の夕方ワイド番組などを含め、全て生放送の情報番組を編成しており（『ヒルナンデス!』『情報ライブ ミヤネ屋』『ゆうがたGet!』『news every.』『テレビ信州news every.』）、突発的な事件・事故にもすぐ対応できるようになっている。また、このような編成を組んでいる系列局も少なくない。
- 2009年（平成21年）3月30日 - 2010年（平成22年）4月2日（一部祝祭日および特別編成時には休止）の平日 17:20 - 17:50（2010年（平成22年）3月29日 - 4月2日は15:55 - 16:25）にかけて新たに『アニメらんど』枠を設けた。同枠では、2009年（平成21年）3月30日 - 2010年（平成22年）3月30日の月曜 - 木曜（10月2日は金曜まで）まで『名探偵コナン』を第1話 - 第237話（30分枠物）までを再放送し、2009年（平成21年）10月9日 - 2010年（平成22年）4月2日の毎週金曜（2010年3月31日 - 4月2日は連続放送）に『犬夜叉 完結編』を放送した。

## 緊急地震速報
- 緊急地震速報は、長野県内で震度5弱以上の揺れか観測される可能性がある時のみ、緊急地震速報の注意喚起音を2回流した後、「緊急地震速報です。強い揺れに警戒して下さい。身の安全を図って下さい」が2回繰り返される。